# Com Você (álbum)
Com Você é o álbum de estreia da cantora, atriz e compositora Larissa Manoela. O álbum foi lançado no dia 12 de agosto de 2014, pela gravadora Deckdisc no iTunes. Com produção de Arnaldo Saccomani. "Love Love" foi lançado em outubro de 2013 no canal da gravadora Deckdisc como single promocional para o dia das crianças, o primeiro single oficial do álbum foi "Fugir Agora", junto com o single, foi lançado o lyric vídeo oficial publicado no dia 05 de agosto de 2014, um mês antes do lançamento do álbum, já o clipe foi lançado no dia 2 de setembro.

## Antecedentes

### Lançamento
O lançamento do álbum ocorreu durante a participação de Larissa Manoela em uma rádio teen, em que também cantou a canção "Com Você".
| “ | Espero que vocês tenham gostado e escutem muito esses novos hits. Peçam e divulguem para todos os amigos e conhecidos ouvirem, dançarem e cantarem. Logo, logo tem mais novidade chegando | ” |

## Videoclipe promocional
No dia 02 de setembro de 2014, a Deckdisc postou o video oficial da canção "Fugir Agora" para promover o lançamento do álbum.

## Informações das faixas
O repertório do novo trabalho é composto de 14 faixas, incluindo três composições inéditas: "Love Love", "Fugir Agora" e "Coisas Boas da Vida", essa de autoria da cantora Roberta Campos. E, ainda, versões especiais para músicas como a faixa-título, sucesso da dupla Sandy & Junior; "Pra Ver se Cola", do Trem da Alegria, "João e Maria", de Chico Buarque e "Despertar" e "Na Hora H", de Jullie.

## Show de lançamento
No dia 19 de outubro de 2014, aconteceu o primeiro show de Lançamento do CC, no teatro da zona leste de São Paulo.

## Faixas
| Edição padrão |                            |                                                                       |         |  |
| N.º           | Título                     | Compositor(es)                                                        | Duração |  |
| 1.            | "Fugir Agora"              | João Guilherme / Larissa Manoela                                      | 03:43   |  |
| 2.            | "Despertar"                | Jullie                                                                | 03:44   |  |
| 3.            | "Papel de Parede"          | Arnaldo Saccomani / Thais Nascimento / Matheus Santos / Valtinho Jota | 03:38   |  |
| 4.            | "Oi, Psiu"                 | Matheus Santos                                                        | 03:24   |  |
| 5.            | "Beijo, Beijinho, Beijão"  | J. Guilherme / L. Manoela                                             | 03:06   |  |
| 6.            | "Coisas Boas da Vida"      | Roberta Campos                                                        | 02:19   |  |
| 7.            | "Na Hora H"                | Jullie                                                                | 03:09   |  |
| 8.            | "Com Você" (I'll Be There) | Versão em português: Noely / Xororó / Feio                            | 04:19   |  |
| 9.            | "Te Gosto Tanto"           |                                                                       | 04:25   |  |
| 10.           | "Love Love"                | L. Manoela                                                            | 02:42   |  |
| 11.           | "Bom Dia"                  | Arnaldo Saccomani / Thais Nascimento / Matheus Santos                 | 04:19   |  |
| 12.           | "Pra Ver se Cola"          | Michael Sullivan / Paulo Massadas                                     | 03:16   |  |
| 13.           | "João e Maria"             | Chico Buarque                                                         | 02:45   |  |
| 14.           | "Tô Nem Aí"                | Latino / Luka                                                         | 03:37   |  |
| 15.           | "Love Cat (Faixa Bônus)"   |                                                                       | 03:04   |  |